# Колмаківка
Колмаківка — колишній населений пункт Компаніївського району Кіровоградської області.

## Стислі відомості
Станом на 1868 рік Колмаковка — в складі Єлисаветградського повіту Херсонської губернії.
Підпорядковувалося Зеленівській сільській раді з центром в селі Зелене; також були підпорядковані населені пункти Суслове і Тернова Балка.
Дата зникнення невідома.